# Kim Kyok-sik
Kim Kyok-sik (tiếng Hàn Quốc: 김격식; 5 tháng 10 năm 1938 – 10 tháng 5 năm 2015) là một sĩ quan cấp cao trong Quân đội Nhân dân Triều Tiên, mang quân hàm Đại tướng, từng giữ chức Bộ trưởng Bộ Quốc phòng; Tổng Tham mưu trưởng Quân đội Nhân dân Triều Tiên, dưới thời ba vị lãnh tụ Triều Tiên của gia tộc họ Kim.

## Tiểu sử
Kim Kyok-sik sinh năm 1938 trong một gia đình nông dân nghèo và gia nhập quân đội năm 1957, khi mới 19 tuổi. Ông học tại Học viện Quân sự Kim Il-sung trước khi chuyển đến Syria làm phụ tá quân đội Bắc Triều Tiên vào những năm 1970, có thể quản lý các hoạt động hỗ trợ cho Mặt trận Giải phóng Eritrea và Đảng Lao động Thổ Nhĩ Kỳ. Ông được gọi trở lại Bắc Triều Tiên vào những năm 1980 và được coi là một nhà lãnh đạo quân sự quan trọng, nhiều lần nhận huy chương từ hai nhà lãnh đạo Kim Il-sung (Kim Nhật Thành) và Kim Jong-Il (Kim Chính Nhật); ông được bầu làm Đại biểu Hội đồng Nhân dân Tối cao năm 1990, là thành viên của Ủy ban Trung ương Đảng lao động Triều Tiên năm 1991 và được phong quân hàm Thượng tướng năm 1992. Ông được trao một vị trí thấp trong ủy ban tang lễ Kim Il-sung vào năm 1994.
Kim được phong quân hàm Đại tướng năm 1997 và được thăng chức Tư lệnh Quân đoàn 2 phụ trách tiền tuyến phía tây Triều Tiên vào tháng 10 năm 1994 và giữ vị này cho đến tháng 4 năm 2007, khi ông được bổ nhiệm làm Tổng Tham mưu trưởng thay thế Kim Yong-chun, người được bổ nhiệm làm Bộ trưởng Quốc phòng. Tháng 2 năm 2009, tướng Ri Yong-ho được cử làm Tổng Tham mưu trưởng Quân đội Nhân dân Triều Tiên thay thế ông.
Kim sau đó được bổ nhiệm làm Tư lệnh Quân đoàn 4, đóng tại tỉnh Hwanghae. Nhiều nguồn tin cho rằng ông chính là người chỉ huy đơn vị bắn chìm một tàu chiến Cheonan của Hàn Quốc hồi tháng 3 năm 2010 và nã pháo vào đảo Yeonpyeong, gần biên giới hai nước tháng 11 cùng năm, hai vụ việc này khiến 50 người Hàn Quốc thiệt mạng và làm quan hệ liên Triều xấu đi nhanh chóng. Ông đã bị hạ cấp xuống thành Ủy viên Dự khuyết Ủy ban Trung ương Đảng Lao động Triều Tiên tại Đại hội Đảng Lao động Triều Tiên vào tháng 9 năm 2010.
Kim được bổ nhiệm làm Thứ trưởng Bộ Lực lượng vũ trang nhân dân vào tháng 8 năm 2011 và được bổ nhiệm làm Bộ trưởng vào tháng 11 năm 2012. Tháng 3 năm 2013, ông Kim được bầu làm Ủy viên dự khuyết Bộ Chính trị Đảng Lao động Triều Tiên. Ngày 13 tháng 5 năm 2013, ông Kim Kyok-Sik đã thôi giữ chức Bộ trưởng Bộ Quốc phòng Triều Tiên, và người kế nhiệm ông là Tướng Jang Jong-nam.
Ngày 22 tháng 5 năm 2013, Hãng Thông tấn Trung ương Triều Tiên (KCNA) đưa tin nhà lãnh đạo Triều Tiên Kim Jong-un đã tái bổ nhiệm lại vị tướng theo đường lối cứng rắn Kim Kyok-Sik làm Tổng Tham mưu trưởng quân đội. Ngày 10 tháng 10 năm 2013, phương tiện truyền thông nhà nước Triều Tiên xác nhận tướng Ri Yong-gil đã được đề bạt làm Tổng tham mưu trưởng Quân đội Nhân dân Triều Tiên, thay thế tướng Kim Kyok-sik. Trước đó, vào tháng 8 năm 2013, giới quan sát đã đồn đoán về việc tướng Ri Yong-gil thay thế tướng Kim Kyok-sik làm Tổng tham mưu trưởng, sau khi tên của tướng Kim Kyok-sik không xuất hiện trong danh sách các quan chức cấp cao tham dự các sự kiện công cộng và tướng Ri được chụp ảnh chung với quân hàm cấp Đại tướng 4 sao.
Ông qua đời ngày 10 tháng 5 năm 2015 do suy hô hấp cấp tính, hưởng thọ 77 tuổi.